# Смит, Дион
Дион Смит (англ. Dion Smith; род. 3 марта 1993, округ Родней, регион Окленд, Новая Зеландия) — новозеландский профессиональный шоссейный велогонщик, выступающий за команду мирового тура «Mitchelton-Scott».

## Достижения
2011
2-й Tour de l'Abitibi (юниоры)
2013
6-й Классика Филадельфии
2014
1-й — Этап 1 Редлендс Классик
2-й Чемпионат Новой Зеландии — Групповая гонка U23
3-й Чемпионат Новой Зеландии — Индивидуальная гонка U23
3-й Классика Филадельфии
7-й Тур Боса — Генеральная классификация
2015
1-й Каскейд Классик — Генеральная классификация
1-й — Этап 4
1-й Lake Taupo Cycle Challenge
2-й Чемпионат Новой Зеландии — Групповая гонка U23
3-й Нью Зеланд Сайкл Классик
3-й Тур Боса — Генеральная классификация
4-й Многодневная гонка Джо Мартина — Генеральная классификация
1-й  — Молодёжная классификация
5-й Тур Альберты — Генеральная классификация
2016
1-й REV Классик
1-й Beaumont Trophy
2-й Чемпионат Новой Зеландии — Групповая гонка
5-й Тур Мюнстера
5-й Четыре дня Дюнкерка — Генеральная классификация
5-й Ronde van Midden-Nederland — Генеральная классификация
1-й — Этап 1 (КГ)
5-й Гран-при Ефа Схеренса
10-й Херальд Сан Тур — Генеральная классификация
10-й Тур Йоркшира — Генеральная классификация
10-й Кэдел Эванс Грейт Оушен Роуд
2017
3-й Чемпионат Новой Зеландии — Групповая гонка
2018
 — Лидер в Горной классификации на Тур де Франс после Этапов 2 — 4
2-й Париж — Шони
3-й Тур Бельгии — Генеральная классификация
3-й Кубок Сабатини

### Гранд-туры
| Гранд-тур       | 2017 | 2018 |
| --------------- | ---- | ---- |
| Джиро д’Италия  | —    | —    |
| Тур де Франс    | 124  | 97   |
| Вуэльта Испании | —    | —    |

| —  | Не участвовал  |
| НФ | Не финишировал |